# Ребиббия (станция метро)
«Ребиббия» (итал. Rebibbia)— конечная станция линии B Римского метрополитена. Открыта в 1990 году.

## Окрестности и достопримечательности
Вблизи станции расположены:
- Район Ребиббия
- Тюрьма Ребиббия
- Тибуртинская дорога

## Наземный транспорт
Автобусы: 163, 311, 341, 343, 350, 404, 424, 437, 443, 444, 447, 040, 041, 043.